# Amravati (distrikt)

Distriktets läge i Maharashtra.

Amravati är ett distrikt i delstaten Maharashtra i västra Indien. Befolkningen uppgick till 2 607 160 invånare vid folkräkningen 2001, på en yta av 12 210 kvadratkilometer. Den administrativa huvudorten är Amravati. 

## Administrativ indelning
Distriktet är indelat i fjorton tehsil (en kommunliknande enhet):
- Achalpur
- Amravati
- Anjangaon Surji
- Bhatkuli
- Chandurbazar
- Chandur Railway
- Chikhaldara
- Daryapur
- Dhamangaon Railway
- Dharni
- Morshi
- Nandgaon-Khandeshwar
- Teosa
- Warud

## Städer
Distriktets städer är Amravati, distriktets huvudort, samt:
- Achalpur, Anjangaon, Chandur, Chandurbazar, Chikhaldara, Daryapur Banosa, Dattapur Dhamangaon, Morshi, Shendurjana och Warud.